# Tomba d'Amarna 5
La tomba de l'antic Egipte del noble Penthu, coneguda com la Tomba d'Amarna 5, es troba en el grup de tombes conegudes col·lectivament com les Tombes Nord, prop de la ciutat d'Amarna, a Egipte.
Penthu va ser el «Portador del Segell del Reial del Baix Egipte», «Confident», «Funcionari del Senyor de les Dues Terres», «Favorit del Bon Déu», «Escriba del Rei», «Subordinat del Rei», «Primer Servent d'Aton en el Gran Temple d'Aton» (Per-Aton o Casa d'Aton) d'Akhetaton, «Cap dels Metges», i «Camarlenc».
El seu disseny s'assembla en la seva forma més simple al de la tomba 3, d'Ahmes. De la mateixa manera que en la tomba d'Ahmes, els artistes es van veure obligats a utilitzar guix com a complement a la mala qualitat de la roca de la paret. A més de la talla en aquesta superfície, van ser modelades grans figures en guix amb els contorns tallats en les cavitats de la paret. La pèrdua de guix ha fet que la decoració sembli menys treballada del que en realitat era.

## Façana

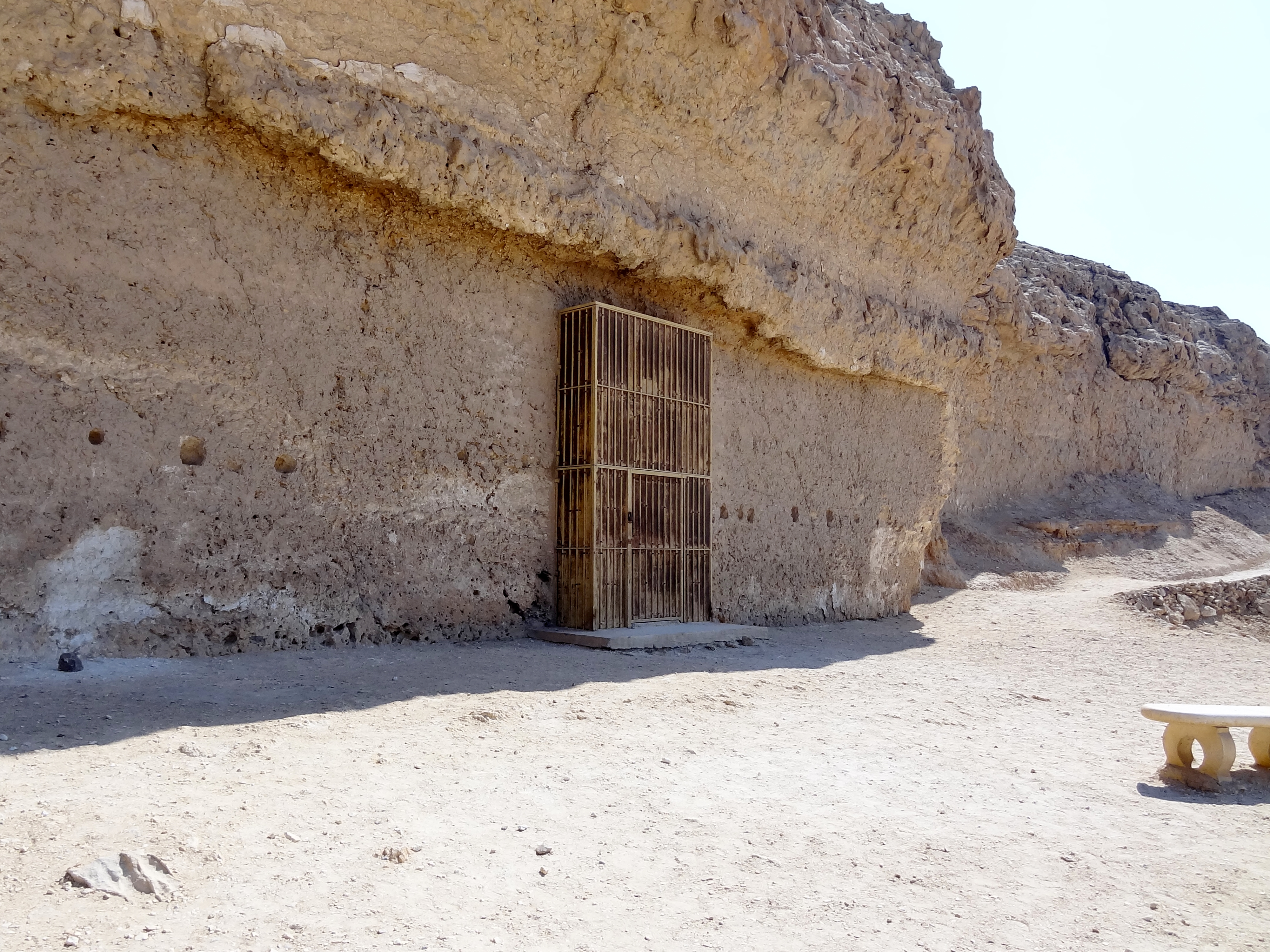
Façana de la tomba

La porta estava envoltada originalment per un marc elevat que contenia oracions i cartutxos amb figures de Penthu adorant.

## Entrada a l'avantcambra
Es poden veure figures de Penthu que estan en una actitud d'adoració davant textos que contenen oracions a Aton i que actualment danyats. A la banda nord hi ha alguns grafits grecs del període hel·lenístic d'Egipte.

## Avantcambra
La decoració principal de la paret està a l'esquerra (nord), amb dos registres d'escenes: 

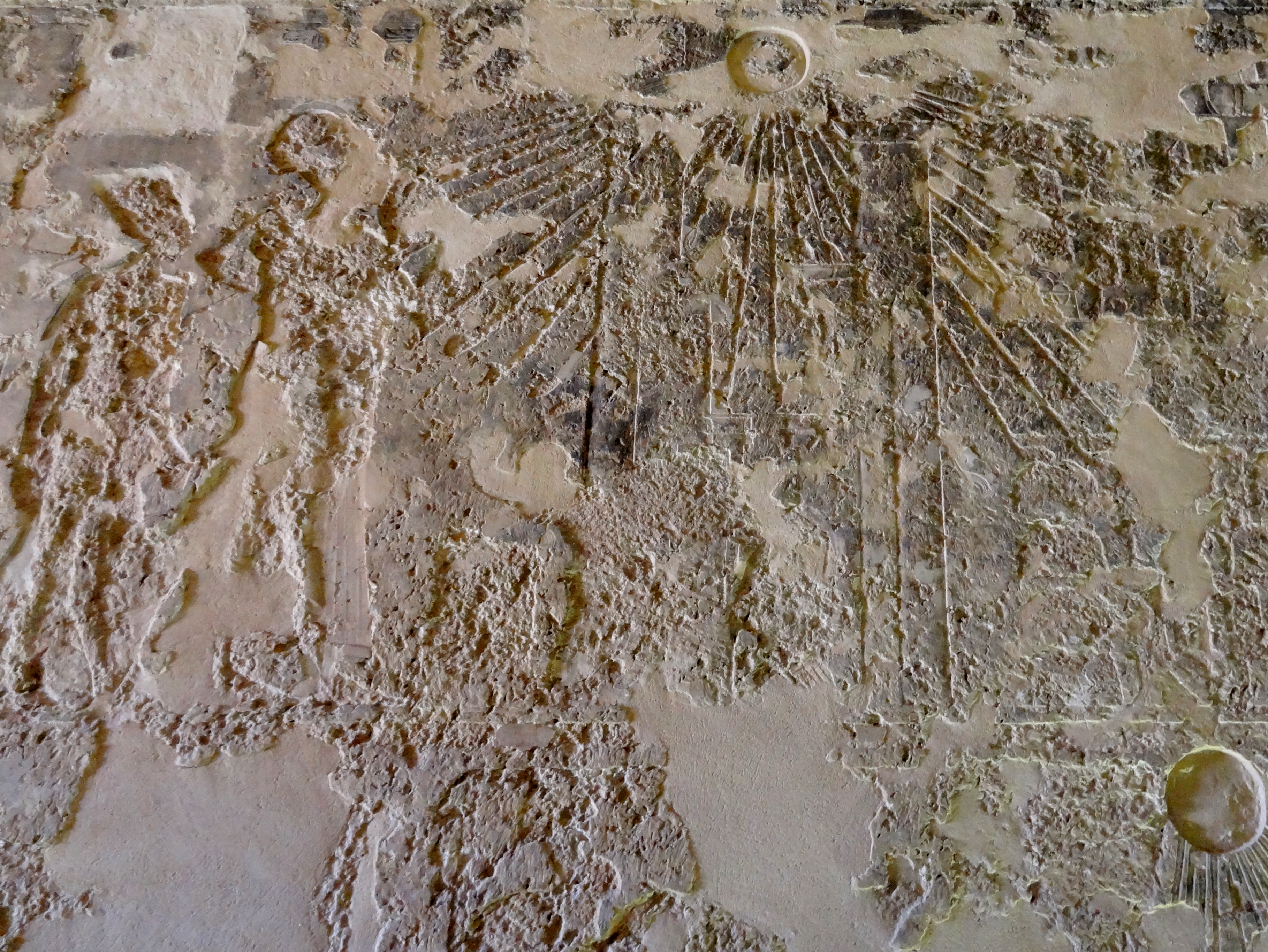
Visita de la família reial al temple

- Registre superior: Visita de la Família Reial al temple. Akhenaton és seguit per Nefertiti, les princeses Meritaton, Meketaton i d'altres; els assistents i els carros estan esperant en la vora esquerra. Les plomes en els caps dels cavalls pertanyents a la carrossa reial. Més enllà, a la dreta de la Família Reial, hi ha un dibuix simplificat d'un temple d'Aton. Els raigs de Aton i passen per darrere del portal. Dins del temple hi ha moltes taules d'ofrenes amb les potes corbades i amb piles d'ofrenes. Més a la dreta, la Família Reial apareix de nou premiant a Penthu. Penthu es posa davant del Rei mentre que un servent li fica els collarets d'or que li acaben de concedir. L'escena acaba amb una imatge del santuari del temple.

- Registre inferior: Locals d'Amarna. Es pot veure dinou vaixells de càrrega amarrats en els molls; cases, jardins i carros Més a la dreta hi ha un pati en el qual el Rei i la Reina recompensen de nou a Penthu. Després d'una àrea danyada l'escena acaba amb una pintura de llocs per al bestiar dins del pati.

La paret de la dreta (sud) també havien dos registres, però només l'extrem dret mostra els rastres de la decoració: 
- Registre superior: El Rei i la Reina asseguts i menjant. Només queden unes poques taques de pintura, sobretot en vermell. Akhenaton és una de les figures de l'esquerra i es mostra menjant un colom. Nefertiti està asseguda darrere d'ell, amb la corona blava i sembla estar bevent d'una tassa.

- Registre inferior: Escena de recompensa a l'interior de la Casa del Rei. El Rei es troba dins d'una sala amb columnes. Davant d'ell hi ha la diminuta figura de Penthu amb un encarregat d'ajustar els seus collarets d'or. En l'extrem dret apareixen detalls de la Casa del Rei. També es pot veure la representació d'un paviment pintat amb dissenys de plantes per sobre de les dues figures que parlen en el fons. Els dos nínxols tallats en aquest mur pertanyen a èpoques posteriors de la construcció de la tomba.[3]

## Sala interior
Està sense decorar. A l'extrem sud hi ha un parapet que envolta un túnel de gairebé 12 metres de profunditat que condueix a la cambra funerària.

## Santuari
Originalment havia una estàtua tallada en pedra de Penthu a la part posterior, però actualment està destruïda.